# Massacre de Ba Chúc
Massacre de Ba Chúc foi um assassinato em massa cometido pelo Quemer Vermelho na cidade vietnamita de Ba Chúc, em 1978. Foi uma das razões pelas quais meses depois os vietnamitas invadiram o Camboja.

## O massacre
Desde o triunfo do Quemer Vermelho na Guerra Civil Cambojana (1967-1975), estes mantiveram numerosos conflitos e incidentes de fronteira com o Vietnã. Já em maio de 1975, as tropas do Exército Revolucionário do Kampuchea invadiram o território vietnamita e mataram 500 civis na aldeia de Tho Chu. Em 1977, outros 1.000 civis vietnamitas foram mortos durante um novo raide do Quemer Vermelho na província de Tây Ninh.
Em 12 de abril de 1978, o Quemer Vermelho declarou que estava aberto para negociar novamente com o Vietnã em troca do reconhecimento de suas ambições expansionistas. Hanói tacitamente rejeitou a proposta. Em represália, em 18 de abril, duas divisões cambojanas penetraram 2 km no território vietnamita, visando o vilarejo de Ba Chuc na província de An Giang. Dos habitantes do vilarejo, 3.157 civis foram mortos e apenas dois conseguiram sobreviver. A maioria das vítimas foi baleada ou executada com violência, incluindo mulheres e crianças.
Este novo massacre foi a gota d'água para os vietnamitas e os levaria a preparar a invasão do Camboja que começaria durante o Natal daquele ano, e isso significaria a derrubada do regime de Pol Pot quatorze dias depois.